# Iván Szilárd
Iván Szilárd (Újarad, 1912. május 8. – Budapest, 1988. augusztus 7.) festő, grafikus, Munkácsy Mihály-díjas (1953), főiskolai tanár. Képei vannak az MNG, a Kiscelli Múzeum, a Petőfi Irodalmi Múzeum és a Hadtörténeti Múzeum, a Pécsi Képtár, a Székesfehérvári Képtár tulajdonában, valamint külföldi magángyűjteményekben.

## Életpályája
Az Iparművészeti Főiskola grafikaszakos hallgatója volt egy éven át, majd szabadiskolákban képezte magát Aba-Novák Vilmos, Iványi-Grünwald Béla és Szőnyi István irányításával. 1930-ban a Képzőművészeti Főiskolára került, ahol Réti István volt a mestere. 1937-ben szerzett diplomát. Ösztöndíjasként 1935–1936 között Rómában, majd 1940–1944 között Nagybányán dolgozott. Tárlatokon 1930-tól szerepelt. A második világháború után több nagyszabású állami megrendelést kapott muráliákra. (pl. csepeli rendelőintézet, secco, 1949; békéscsabai rendelőintézet, sgraffito, 1959; budapesti Kerepesi úti lakótelep, mozaikok, 1960; Országház: az Elnöki Tanács fogadóterme, secco, 1964, - ez utóbbi megsemmisült). Az 1960-as években tagja volt a Kilencek nevű képzőművész csoportnak. 1969–1980 között a Képzőművészeti Főiskola tanára volt.
Az 1950-es években részt vett a metró díszítésére kiírt mozaikpályázaton is.

## Díjai, kitüntetései
- Székely Bertalan-díj (1937)
- Nemes Marcell-díj (1937)
- Balló Ede-díj (1938)
- Szinyei Társaság nagydíja (1945)
- Munkácsy Mihály-díj (1953)

## Fontosabb egyéni kiállításai
- Bp.-i Műbarát (1942), Fővárosi Népművelési Központ (1949),
- Csók István Galéria (1960, 1975, 1980),
- MNG (1966),
- Tokaji Helytörténeti Múz., Mednyánszky Terem (1969),
- Eger, Rudnay Terem (1973),
- Debrecen, Medgyessy Terem (1978, 1986).

## Részvétele csoportos kiállításokon
- Párizs (1957),
- Antwerpen (1958),
- Moszkvai Nemzetközi Képzőműv. Kiállítás (1965),
- a 20. sz.-i Magy. Festészeti és Grafikai Kiállítás (Helsinki, 1965) stb.

## Ismert tanítványai
- Dienes Gábor
- Kiss Zoltán László